# Maumee (Ohio)
Pour les articles homonymes, voir Maumee.
Maumee (en anglais [mɔːˈmiː]) est une ville du comté de Lucas, dans l’État de l’Ohio. Lors du recensement de 2010, sa population s’élevait à 14 286 habitants.

## Source
- (en) Cet article est partiellement ou en totalité issu de l’article de Wikipédia en anglais intitulé « Maumee, Ohio » (voir la liste des auteurs).